# SV 02 Offenbach
SV 02 Offenbach was een Duitse voetbalclub uit Offenbach am Main, Hessen.

## Geschiedenis
De club werd in 1902 opgericht als Viktoria Offenbach. Na een fusie in 1917 met Arminia 04 Offenbach werd de naam Offenbacher FV 02 aangenomen. Na de Eerste Wereldoorlog ging de fusieclub in de Zuidmaincompetitie spelen en eindigde drie seizoenen in de middenmoot. Op 31 augustus 1922 fuseerde de club met BC 1899 Offenbach en nam zo de naam SpVgg 1899 Offenbach aan. Na twee seizoenen degradeerde de fusieclub uit de hoogste klasse. Op 9 april 1927 gingen de clubs weer uit elkaar en het voormalige Offenbacher FV nam nu de naam SV 02 Offenbach aan. 
In 1937 werd de club op straat gezet door het nazi-regime. Het terrein aan de Bieberer Berg werd aan de politie toegewezen. Om een nieuw terrein te vinden werd gezocht naar een fusiepartner en die werd gevonden bij VfR 1900 Offenbach. Op 21 mei 1938 fuseerden beide clubs tot VfB 1900 Offenbach. 